# Sanpasaurus
Sanpasaurus yaoi
Genre
Espèce
Sanpasaurus (« lézard de Sanpa ») est un dinosaure sauropode mal connu du Jurassique inférieur à supérieur du Sichuan, en Chine. L'espèce type Sanpasaurus yaoi, a été décrite par Chung Chien Young, en 1944.

## Description

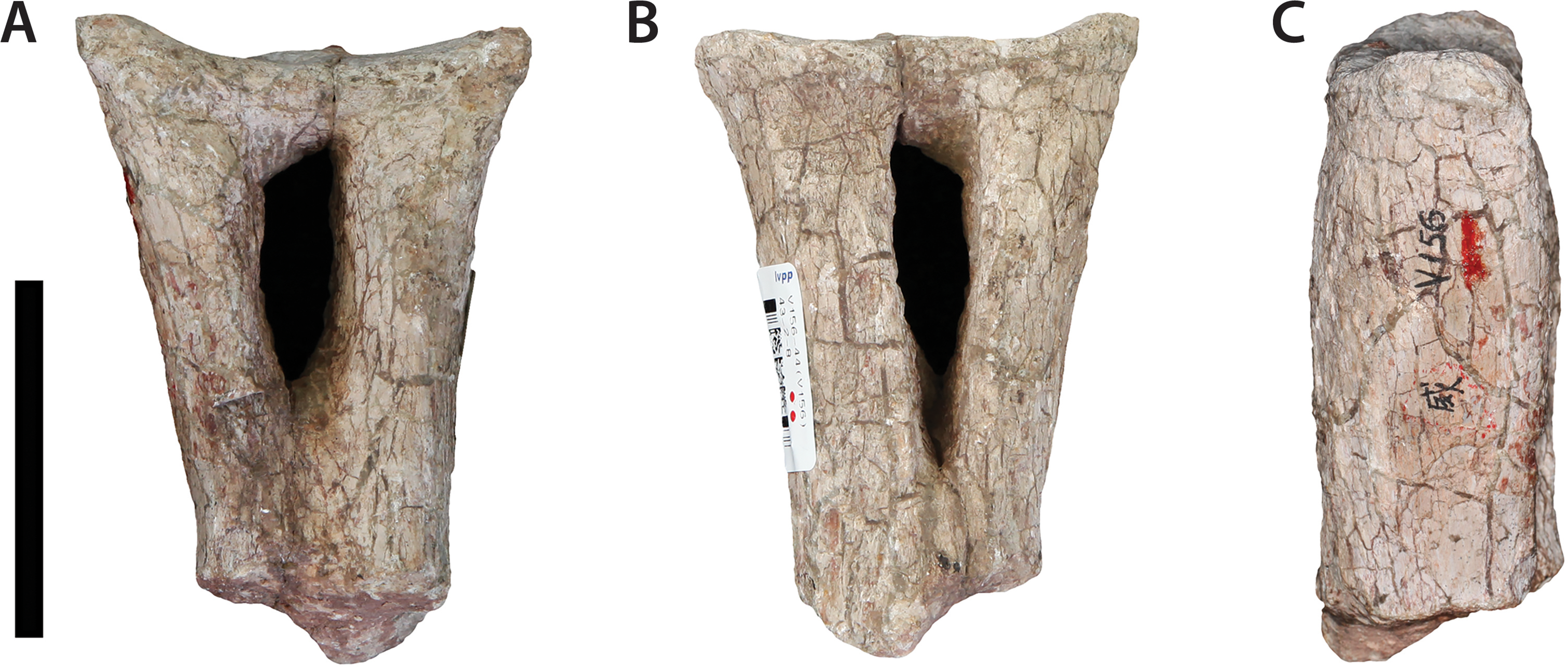
Chevron de Sanpasaurus en vue antérieure (A), en vue postérieure (B) et en vue latérale (C), avec une barre noire de 5 cm pour l'échelle.

Les restes, IVPP V.156, se composent de 20 vertèbres, des scapulae, des membres antérieurs et quelques os des membres postérieurs. Initialement signalé par Young comme un ornithopode ornithischien, ce spécimen a été sans ambiguïté référé aux Sauropoda,, en 2016 par McPhee et al. Sanpasaurus est connu à partir de restes prélevés dans le membre Maanshan de la formation de Ziliujing (en) .